# Priscila Fantin
Priscila Fantin de Freitas (Salvador, 18 de fevereiro de 1983) é uma atriz, produtora executiva e diretora artística brasileira. Ficou conhecida ao interpretar Tati em Malhação, Joana em As Filhas da Mãe, Maria Frateschi em Esperança, Olga em Chocolate com Pimenta, a mestiça-índia Serena em Alma Gêmea, Beatriz em Sete Pecados e Diana em Êta Mundo Bom!.

## Biografia
Filha caçula do engenheiro florestal José Marcos de Freitas, e da professora primária Silvana Speltri Fantin, tem dois irmãos: Fabíola, psicóloga, e Marcelo, engenheiro de produção. Seus bisavós maternos e paternos eram italianos, da comuna italiana de Bagnoregio, o que a levou a adquirir sua cidadania italiana aos quinze anos de idade.
Embora autodeclare-se mineira, pelo amor que tem ao estado onde cresceu, Priscila nasceu na cidade de Salvador, onde viveu apenas os primeiros quatro meses de vida. Sua família mudava-se constantemente por causa do emprego de seu pai, e até os seis anos de idade a atriz já havia morado em São Paulo, Rio de Janeiro e Belo Horizonte, esta última cidade onde se fixou aos sete anos, e viveu até os dezesseis anos, quando mudou-se novamente com a família para o Rio, e onde vive até hoje, cidade esta em que iniciou sua carreira como modelo fotográfica em campanhas publicitárias.

## Carreira
Seu primeiro trabalho foi em um comercial para as Lojas Mesbla, aos cinco anos de idade. Aos quinze, foi convidada a fazer um teste de vídeo para a Rede Globo, o qual ficou arquivado.
Meses depois, em 1999, o diretor Ricardo Waddington procurava por adolescentes em diversos estados brasileiros para a nova geração da série Malhação, que estrearia uma nova temporada tendo como foco não mais a academia que dava título a série, mas sim um colégio secundário, o Múltipla Escolha. Waddigton a descobriu graças ao vídeo e lhe fez o convite para que interpretasse Tati, a nova protagonista e mocinha da série. Nessa época, Priscila estava em Montana, nos Estados Unidos, fazendo um intercâmbio e foi sua mãe quem lhe deu a notícia. Após duas semanas se decidindo, resolveu aceitar o convite, e teve que voltar às pressas para pegar o papel. Depois, outro susto: as gravações iriam começar já na semana seguinte. Ela aceitou o desafio e ficou 2 temporadas em Malhação, e em 2001, a mocinha Tati se despedia da trama com popularidade entre o público adolescente.

Fantin em Esperança (2002)

Logo em seguida, veio a personagem Joana de as As Filhas da Mãe, uma lutadora de luta livre, filha da personagem Rosalva (Regina Casé). Seu bordão, ao entrar nos ringues, era "Dominó negro". Em 2002 estreou no horário nobre como a italiana Maria, protagonista de Esperança, novela de Benedito Ruy Barbosa com colaboração de Walcyr Carrasco, foi a primeira parceria da atriz com o autor que se perduraria em trabalhos posteriores. Em 2003 fez a sua primeira vilã em novelas, a ambiciosa e esperta Olga de Chocolate com Pimenta. Apesar de má, Olga muitas vezes recebia a torcida do público para ficar com o mocinho Danilo (Murilo Benício) e fez uma participação no Sítio do Picapau Amarelo.
Pausou suas participações em novelas para apresentar o programa Oi, Mundo Afora do canal por assinatura GNT, onde visitava países e fazia entrevistas com a população dos mesmos.  Nesse mesmo ano Priscila foi convidada pelo diretor Dennis Carvalho para protagonizar a novela Como uma Onda na qual ela faria a mocinha Nina, mas a atriz recusou o convite devido as gravações do programa e a personagem acabou ficando com Alinne Moraes. No ano seguinte, em 2005, participou do elenco principal da minissérie Mad Maria, onde interpretou Luíza, moça pobre que, ao aceitar se tornar amante de um Ministro da República, interpretado por Antônio Fagundes, vira pivô para chantagens entre políticos rivais. Em seguida, no mesmo ano, protagonizou Alma Gêmea, onde despontou como Serena, filha de uma índia com um homem branco e reencarnação de Luna (Liliana Castro), falecida mulher de Rafael (Eduardo Moscovis).  A personagem foi de extrema importância para sua carreira, pois a trama teve picos de audiência, bateu recordes e se tornou a novela de maior média no IBOPE no horário das 18h desde História de Amor.
Em 2006, recusou ainda um convite especial de Manoel Carlos para participar de Páginas da Vida, alegando cansaço por emendar trabalhos. Foi substituída pela atriz Regiane Alves. Em 2007 atuou em Sete Pecados, onde deu vida a protagonista Beatriz, uma mulher rica, mimada e voluntariosa, mas que o autor não rotula nem como vilã nem como mocinha, porque a personagem teve momentos com ambas características na trama. “Fiz a patricinha, a pobrezinha, cenas de comédia, drama, tragédia... Pra mim foi muito bom, porque pude experimentar várias facetas”, afirmou a atriz.
Em 2008, fez sua estreia no cinema com o longa-metragem Orquestra dos Meninos, onde interpretou a nordestina Creuza, que lhe rendeu a indicação de Melhor Atriz Coadjuvante, no Prêmio Contigo de Cinema. Ainda em 2008 foi escolhida para representar a imagem do concurso de design de jóias AngloGold Ashanti AuDITIONS Brasil, tanto no Brasil quanto no exterior, e recusou um convite para participar de A Favorita. Apresentou o programa Priscila no País das Maravilhas para a TV do site Canal Verde. Em 2009, novos convites: um de Glória Perez para atuar em Caminho das Índias e outro de Walcyr Carrasco para protagonizar Caras & Bocas. Ambos foram recusados, e quando foi questionada sobre suas decisões, comentou que nessa época estava pensando em desistir de atuar na televisão. Recusa ainda um novo papel, dessa vez de Bosco Brasil e Aguinaldo Silva para protagonizar Tempos Modernos. Porém, aceitou participar da mesma novela em um papel menor, como a secretaria Nara. Com o fim de Tempos Modernos, em julho de 2010, a atriz se preparou para, em 2011, participar do curta de José Padilha para o filme Rio, Eu Te Amo, novo projeto de Emmanuel Benbihy para a franquia Cities of Love, a mesma de Paris, Je T'Aime e New York, I Love You.
Em 2010, recusou um convite, para a novela Dinossauros & Robôs, que depois foi intitulada como Morde & Assopra. Foi substituída por Vanessa Giacomo. e atua na peça A Marca do Zorro. Em 2012, retornou aos palcos do teatro com a peça A Entrevista, ao lado do ator Herson Capri e participa do Ação Global. Em 2013, grava depoimento para o Criança Esperança. Em 2014, após quatro anos afastada, retorna as novelas, vivendo Raquel em Malhação. Também esse ano, retornou às telas de cinema protagonizando o longa Jogo de Xadrez vivendo uma presidiária. E deu vida a Julia no seriado As Canalhas do GNT e a delegada Grace Kelly em Lili, a Ex no mesmo canal. Por conta da sua atuação no longa Jogo de Xadrez, Priscila foi indicada ao prêmio de Melhor Atriz no Los Angeles Brazilian Film Festival (LABRFF).
Em 2015 substitui Luana Piovani na peça Sonhos de um Sedutor, vivendo Linda. Ainda em 2015, integrou o elenco de Boogie Oogie, como a vilã Solange. Além do Tomara que Caia, programa que mistura game e humor, que conta também com os atores Heloísa Périssé, Fabiana Karla, Marcelo Serrado, Eri Johnson, Daniele Valente, Ricardo Tozzi e Nando Cunha. Em 2016 retomou a parceria com Walcyr Carrasco, interpretando a vilã cômica Diana em Êta Mundo Bom!. Priscila também subiu aos palcos de teatro com a peça Por Isso Fui Embora. e a peça Além do Que os Nossos Olhos Registram. Em 2018 viveu uma lutadora de MMA em Rio Heroes, série da Fox Premium. Também encenou a peça Precisamos Falar de amor, sem dizer Eu te Amo, onde dirigiu, produziu e atuou.

## Vida pessoal
Em janeiro de 2011 foi viver junto com Renan Abreu, seu namorado desde 2010. Juntos, eles tem um filho, Romeo Fantin Abreu, nascido em 16 de agosto de 2011, no Rio de Janeiro, de parto cesariana. A união já estava desgastada desde que o filho nasceu, pois o casal era visto frequentemente brigando em público desde essa época. A separação ocorreu amigavelmente em junho de 2018, e a guarda do menino ficou com Priscila.
Após outros relacionamentos casuais, no final de 2018 iniciou um namoro com o ator Bruno Lopes. No início de 2019 o casal foi viver junto em São Paulo, e em setembro do mesmo ano oficializaram a união. A cerimônia religiosa foi realizada em uma ilha grega.
Em entrevistas revelou ser apaixonada por animais, e que ela e o marido adotaram seis: Dois cachorros, dois gatos e dois jabutis.
Revelou em entrevistas que em 2008 afastou-se temporariamente da carreira após ser diagnosticada com depressão, e que sofreu pela incompreensão das pessoas, que acreditavam que sua doença era apenas uma frescura, já que nada de material lhe faltava. A atriz só conseguiu retomar sua vida social e profissional em 2013, após realizar tratamento psicoterápico e acrescentar a prática de exercícios físicos à sua rotina.

## Filmografia

### Televisão
| Ano  | Título                          | Personagem                    | Nota                                           | Emissora    |
| ---- | ------------------------------- | ----------------------------- | ---------------------------------------------- | ----------- |
| 1999 | Malhação                        | Tatiana Almeida Chaves (Tati) | Temporadas 6–7                                 | TV Globo    |
| 2001 | As Filhas da Mãe                | Joana Rocha                   |                                                | TV Globo    |
| 2002 | Esperança                       | Maria Frateschi D'Angelo      |                                                | TV Globo    |
| 2003 | Sítio do Picapau Amarelo        | Bela                          | Episódio: "A Bela e a Fera"                    | TV Globo    |
| 2003 | Chocolate com Pimenta           | Olga Gonçalves Lima           |                                                | TV Globo    |
| 2004 | Oi Mundo Afora                  | Apresentadora                 |                                                | GNT         |
| 2005 | Mad Maria                       | Luíza Mourão                  |                                                | TV Globo    |
| 2005 | Alma Gêmea                      | Serena Anauê                  |                                                | TV Globo    |
| 2007 | Sete Pecados                    | Beatriz Ferrara (Bia)         |                                                | TV Globo    |
| 2008 | Priscila no País das Maravilhas | Apresentadora                 |                                                | GNT         |
| 2008 | Casos e Acasos                  | Franciele                     | Episódio: "A Noiva, o Desempregado e o Fiscal" | TV Globo    |
| 2009 | Domingão do Faustão             | Participante                  | Quadro: "Rally dos Famosos" Temporada 1        | TV Globo    |
| 2010 | Tempos Modernos                 | Nara Nolasco                  |                                                | TV Globo    |
| 2010 | Superbonita                     | Apresentadora convidada       | Episódio: "30 de outubro"                      | GNT         |
| 2012 | As Brasileiras                  | Berenice                      | Episódio: "A Sambista da BR-116"               | TV Globo    |
| 2014 | As Canalhas                     | Júlia                         | Episódio: "Julia, a Secretária Ambiciosa"      | GNT         |
| 2014 | Lili, a Ex                      | Grace Kelly (Fofocop)         |                                                | GNT         |
| 2014 | Malhação Casa Cheia             | Raquel Nogueira               | Episódios: "10–28 de fevereiro"                | TV Globo    |
| 2015 | Boogie Oogie                    | Solange                       | Episódios: "2 de fevereiro–11 de março"        | TV Globo    |
| 2015 | Caldeirão do Huck               | Participante (Vencedora)      | Quadro: "Saltibum" Temporada 2                 | TV Globo    |
| 2015 | Tomara que Caia                 | Vários personagens            |                                                | TV Globo    |
| 2016 | Êta Mundo Bom!                  | Diana de Oliveira             |                                                | TV Globo    |
| 2016 | Haja Coração                    | Ela mesma                     | Episódio: "22 de agosto"                       | TV Globo    |
| 2018 | Rio Heroes                      | Claudinha Pitbull             | Temporada 1                                    | Fox Premium |
| 2023 | Dança dos Famosos               | Participante (Vencedora)      | Temporada 20                                   | TV Globo    |
| 2024 | Luz                             | Gabriela Soares               | Episódio: "O Vaga-lume e as Estrelas"          | Netflix     |
| 2025 | Tributo                         | Ela mesma                     | Episódio: "Walcyr Carrasco"                    | TV Globo    |

### Cinema
| Ano  | Título                | Papel               |
| ---- | --------------------- | ------------------- |
| 2006 | Carros                | Sally Carrera (voz) |
| 2008 | Orquestra dos Meninos | Creuza              |
| 2014 | Jogo de Xadrez        | Mina                |
| 2017 | Doidas e Santas       | Professora Carol    |
| 2024 | Partiu América        | Maria Carangueijo   |
| 2025 | O Shaolin do Sertão 2 |                     |

## Teatro
| Ano  | Título                                        | Papel            |
| ---- | --------------------------------------------- | ---------------- |
| 2005 | O Herdeiro Milionário                         | Cris             |
| 2008 | Vergonha dos Pés                              | Ana              |
| 2010 | A Marca do Zorro                              | Esperança Pulido |
| 2012 | A Entrevista                                  | Mariah           |
| 2014 | La Bete (A Besta)                             | Princesa         |
| 2015 | Sonhos de Um Sedutor                          | Linda            |
| 2016 | Por Isso Fui Embora                           | Pérola           |
| 2017 | Além do Que os Nossos Olhos Registram         | Sofia            |
| 2018 | Precisamos falar de amor, sem dizer eu te amo | Pilar            |
| 2019 | Paixão de Cristo de Nova Jerusalém            | Maria            |

## Prêmios e indicações
| Ano  | Prêmio                                        | Categoria                                | Indicação             | Resultado |
| ---- | --------------------------------------------- | ---------------------------------------- | --------------------- | --------- |
| 2002 | Prêmio Qualidade Brasil                       | Melhor Atriz Telenovela                  | Esperança             | Venceu    |
| 2003 | Prêmio Master                                 | Destaques do Ano                         | Esperança             | Venceu    |
| 2003 | Troféu Imprensa                               | Melhor Atriz                             | Esperança             | Indicada  |
| 2003 | Prêmio Contigo! de TV                         | Melhor Atriz                             | Esperança             | Venceu    |
| 2003 | Prêmio Contigo! de TV                         | Par Romântico (com Reynaldo Gianecchini) | Esperança             | Venceu    |
| 2005 | Prêmio Extra de Televisão                     | Melhor Atriz                             | Alma Gêmea            | Indicada  |
| 2005 | Melhores do Ano                               | Melhor Atriz de Novela                   | Alma Gêmea            | indicada  |
| 2006 | Prêmio Contigo! de TV                         | Par Romântico (com Eduardo Moscovis)     | Alma Gêmea            | Indicada  |
| 2007 | Prêmio Extra de Televisão                     | Melhor Atriz                             | Sete Pecados          | Indicada  |
| 2009 | Prêmio Contigo! de Cinema Nacional            | Melhor Atriz Coadjuvante                 | Orquestra dos Meninos | Indicada  |
| 2009 | Los Angeles Brazilian Film Festival           | Melhor Atriz                             | Orquestra dos Meninos | Indicada  |
| 2014 | Los Angeles Brazilian Film Festival           | Melhor Atriz                             | Jogo de Xadrez        | Indicada  |
| 2014 | New York International Film Festival          | Melhor Atriz                             | Jogo de Xadrez        | Indicada  |
| 2015 | FESTin                                        | Melhor Atriz                             | Jogo de Xadrez        | Venceu    |
| 2015 | WorldFest Houston International Film Festival | Melhor Atriz                             | Jogo de Xadrez        | Venceu    |